# Монтеканавела (Кјети)
Монтеканавела (итал. Montecanavella) је насеље у Италији у округу Кјети, региону Абруцо.
Према процени из 2011. у насељу је живело 14 становника. Насеље се налази на надморској висини од 323 м.